# Weiberzeche
Die Weiberzeche ist ein ehemaliger ländlicher Brauch in einigen Gemeinden von Württemberg und Rheinland-Pfalz. Einmal im Jahr kamen die Frauen des Ortes, die Fronarbeit leisteten, auf dem Rathaus zusammen, um sich von Männern Wein ausschenken zu lassen und zu zechen. Dafür bestanden in manchen Orten eigene Stiftungen, aus denen die Weiberzeche finanziert wurde.

## Herkunft und Verlauf
Der Brauch wurde unterschiedlich gedeutet. So empfand der Güglinger Pfarrer Johann Christoph Elben den Brauch als ein heidnisches Bacchusfest, wie er 1790 schrieb. Auch die Tatsache, dass Frauen in der Regel nur selten an den Gelagen der Männer teilnehmen durften und gemeinsames Trinken von Frauen und Männern gesellschaftlich verpönt war, beförderten dieses Brauchtum.
Eine alte Beschreibung schmückt aus: Die Weiberzeche nahm oft bereits früh morgens ihren Anfang und war mit einem Frauengericht verbunden. Dabei übernahm die Frau des Pfarrers den Vorsitz und es wurden bestimmte kleinere „Vergehen“ wie Unreinheit in der Küche oder Vernachlässigung der Kinder gesühnt. Als Beweis wurden der Weibergemeinschaft unreine Schüsseln und Gefäße sowie Wäsche vorgelegt. Die Schuldigen mussten dann zur Strafe vor allen ihren Kindern die Ohren säubern bzw. während des Festgelages ihre Gefäße am öffentlichen Brunnen reinigen. Zu den Regeln der Weiberzeche gehörte auch absolute Verschwiegenheit über die geführten Gespräche, wobei bei Zuwiderhandlungen die Teilnahme im Folgejahr nur in der Küche bzw. abseits der Gemeinschaft erlaubt war. Auch durfte keine Frau das Fest vor Einbruch der Dunkelheit verlassen.
Weiberzechen wurden zu unterschiedlichen Terminen abgehalten, teilweise zum 1. Mai, aber vielerorts auch zur Fastnacht.

## Verbreitung
Der Brauch der Weiberzeche war in vielen Orten bis zum Ende des 18. / Anfang des 19. Jahrhunderts verbreitet. In einigen Orten hat sich die Weiberzeche zu einem Damenkaffeeklatsch gewandelt oder aber heute auch zu einer Weiberfastnachtsfeier. Das ist zum Beispiel der Fall in Überlingen. Auch der sogenannte Wiiberklatsch in Bad Säckingen beruft sich auf die alte Tradition der Weiberzeche. Teilweise wurde der Brauch in jüngerer Zeit wieder belebt, so wie beispielsweise 2009 in Kleingartach. Dort war mit der Weiberzeche 1607 vorerst Schluss, wohl weil die Frauen es übertrieben hatten. Auch in anderen Orten wurde die Weiberzeche einst verboten, wie beispielsweise in Spielberg, dort erfolgte das Verbot aber erst im Jahr 1835. In Ochsenbach war der Brauch mindestens von 1660 bis 1836 üblich. Hier traf man sich alljährlich am 1. Sonntag der Fastenzeit (Sonntag Invocabit). In Anlehnung an das antike römische Fest bona dea wurde der Brauch dort auch Bonede genannt. Bei der letzten Zeche 1836 kamen 135 Personen zusammen, tranken 126 Liter Wein und aßen 135 Wecken.
Belegt ist die Weiberzeche unter anderem für folgende Orte:
- Eibensbach
- Häfnerhaslach
- Ochsenbach
- Spielberg
- Botenheim
- Cleebronn
- Meimsheim
- Nordheim
- Kleingartach
- Hessigheim
- Kleinsachsenheim
- Metterzimmern
- Dörnach
- Weilheim
- Dornhan
- Mühlheim
- Böblingen
- Sindelfingen